# Cidade Gaúcha
Cidade Gaúcha este un oraș în Paraná (PR), Brazilia.